# Desco (Morbegno)
Desco (Desch in dialetto valtellinese) è una frazione del comune di Morbegno, con una popolazione di 83 abitanti, situata ad est di Morbegno ai piedi della Colmen.
La comunità di Desco ha origini antiche. Nel 1400 circa, fra Desco e Paniga si contavano 17 fuochi.

## Chiesa di Santa Maria Maddalena
In epoca non ben definita fu costruito a Desco un oratorio o cappella, intitolato a Santa Maria di Magdala, che fu fatto dipingere nel 1531, a spese di un certo Giovanni Crosetto di Cadelpicco. Sul luogo di tale oratorio venne costruita poi la chiesa parrocchiale dedicata a Santa Maria Maddalena, ristrutturata ed ampliata nel 1922, che si presenta con una semplice facciata a capanna adorna di archetti gotici e di un rosone con accanto un piccolo ma robusto campanile.
All'interno appaiono una navata ricoperta da volta a cupola, un profondo presbiterio e due cappelle laterali.
Di particolare rilievo sono l'acquasantiera in marmo datata 1596 e le due tele sulla controffacciata, recentemente restaurate raffiguranti la crocifissione (XVI secolo) e la resurrezione di Lazzaro (XVII secolo)
La parrocchia di Desco fu costituita il 12 settembre 1922, dal vescovo Archi, distaccandola dalla parrocchia di Caspano.